# 올레흐 셸라예우
올레흐 미콜라요비치 셸라예우(우크라이나어: Олег Миколайович Шелаєв, 1976년 11월 5일 ~ )는 우크라이나의 전 축구 선수이다. 그는 우크라이나 프리미어리그에서 가장 많이 출전한 상위 3명의 축구 선수 중 한 명이다.

## 구단 경력
셸라예우는 수비형 미드필더 포지션에서 활약하며 클럽 팀인 FC 드니프로의 주장이었다. 2008년 12월, 클럽은 그를 크리우바스 크리비리흐로 임대했다. 2008-09년 시즌이 끝난 후, 그는 메탈리스트 하르키우와 계약을 맺었다.
2015년 1월 4일, 셸라예우는 FC 드니프로 아카데미의 스포츠 디렉터가 되었다.

## 국가대표팀 경력
그는 2007년 국제 축구에서 은퇴할 때까지 우크라이나 국가대표팀의 일원이었다. 2004년 4월 28일, 셸라예우는 슬로바키아와의 홈 경기에서 데뷔 전을 치렀다. 그는 2006년 FIFA 월드컵에서 우크라이나를 대표하여 여러 경기에 출전했다.